# Grand Army Plaza
Grand Army Plaza - owalny plac, znajdujący się na Brooklynie w Nowym Jorku. 
Tworzy główne wejście do Prospect Park.
Grand Army Plaza został zaprojektowany w 1867 roku przez Fredericka Lawa Olmsteada i Calverta Vauxa. Początkowo nazywał się Prospect Park Plaza, lecz w roku 1926 nazwa została zmieniona.
Na placu znajduje się Łuk Żołnierzy i Marynarzy ustawiony w 1892 roku jako hołd dla żołnierzy, a także pomnik generała Henry'ego Warrena Slocuma uczestnika wojny secesyjnej i prominentnego mieszkańca Brooklynu.